# Don't Take Away the Music
Singles de Tavares
Heaven Must Be Missing an Angel
(1976) Whodunit (en)
(1977)
Don't Take Away the Music est une chanson disco du groupe américain Tavares. Parue sur l'album Sky High! en 1976, elle est sortie en single 45 tours en octobre la même année. Sur la face B parait la ballade soul Guiding Star, un autre titre paru sur l'album Sky High!.
Don't Take Away the Music fait partie de l'un des plus grands succès de Tavares.

## Liste des titres
| A. | Don't Take Away the Music | Freddie Perren, Keni St. Lewis, Christine Yarian | 3:36 |
| B. | Guiding Star              | Freddie Perren, Keni St. Lewis                   | 4:42 |

## Accueil commercial
Durant l'année 1976, le single a atteint la 34e position du classement Billboard Hot 100, la 14e position du classement Hot Soul Singles, ainsi que deux semaines en première position au classement National Disco Action ensemble avec la chanson Heaven Must Be Missing an Angel.
Don't Take Away the Music s'est également classé en Belgique, au Canada, en France, en Irlande, aux Pays-Bas et au Royaume-Uni.

## Classements et certifications
| Classement (1976-77)                      | Meilleure position |
| ----------------------------------------- | ------------------ |
| Belgique (Flandre Ultratop 50 Singles)    | 4                  |
| Canada (RPM)                              | 48                 |
| États-Unis (Hot 100)                      | 34                 |
| États-Unis (National Disco Action Top 40) | 1                  |
| États-Unis (Hot Soul Singles)             | 14                 |
| États-Unis (Cash Box Top 100)             | 40                 |
| France (IFOP)                             | 5                  |
| Irlande (IRMA)                            | 7                  |
| Pays-Bas (Single Top 100)                 | 5                  |
| Pays-Bas (Nederlandse Top 40)             | 3                  |
| Royaume-Uni (UK Singles Chart)            | 4                  |

| Classement de fin d'année (1976) | Position |
| -------------------------------- | -------- |
| Pays-Bas (Single Top 100)        | 83       |

| Classement de fin d'année (1977) | Position |
| -------------------------------- | -------- |
| Belgique (Flandre Ultratop)      | 85       |

### Certifications
| Pays              | Certification | Ventes certifiées |
| ----------------- | ------------- | ----------------- |
| Royaume-Uni (BPI) | Argent        | 250 000           |